# Moränenbach
Koordinaten: 62° 9′ 0″ S, 58° 56′ 0″ W
Der Moränenbach ist ein Bach im Norden der Fildes-Halbinsel von King George Island, der größten der Südlichen Shetlandinseln.
Er ist der südlichste von drei Bächen auf dem West Foreland, dem nördlichsten Bereich der Halbinsel. Der Bach entspringt an der zum Bellingshausen Dome (Collinseiskappe) gehörigen Nördlichen Collinsmoräne und fließt in westnordwestliche Richtung zur Drakestraße. Diese erreicht er unmittelbar östlich der Landzunge, die das West Foreland von der See-Elefanten-Bucht trennt.
Nördlich schließen sich Geschiebebach und Schrammenbach an.
Im Rahmen zweier deutscher Expeditionen zur Fildes-Halbinsel in den Jahren 1981/82 und 1983/84 unter der Leitung von Dietrich Barsch (Geographisches Institut der Universität Heidelberg) und Gerhard Stäblein (Geomorphologisches Laboratorium der Freien Universität Berlin) wurde der Bach zusammen mit zahlreichen weiteren bis dahin unbenannten geographischen Objekten der Fildes-Halbinsel neu benannt und dem Wissenschaftlichen Ausschuss für Antarktisforschung (Scientific Committee on Antarctic Research, SCAR) gemeldet.